# Kościół św. Marii Magdaleny we Lwowie
Kościół św. Marii Magdaleny we Lwowie – barokowa XVII-wieczna świątynia wybudowana we Lwowie według projektu Wojciecha Kielara i Jana Godnego, do 1962 r. kościół rzymskokatolicki, obecnie - Lviv Organ Hall - instytucja muzyczna, sala koncertowa, galeria sztuki i miejsce spotkania kultur, od 2001 r. w kościele działa również reaktywowana rzymskokatolicka parafia.

## Historia
Fundatorką kościoła w roku 1600 była szlachcianka Anna Pstrokońska herbu Paparona. Do kasaty józefińskiej gospodarzami kościoła byli oo. Dominikanie, którzy pod koniec XVII w. znacznie rozbudowali kościół i przyległy do niego klasztor, według projektu Marcina Urbanika (lub Macieja Urbanika). W 1784 klasztor przeszedł na własność Państwowego Funduszu Religijnego, który w 1841 odsprzedał go galicyjskiemu Funduszowi Policyjnemu. W klasztorze funkcjonował dom poprawy i pracy przymusowej, a następnie przekształcono go na więzienie dla kobiet. Kościół został oddany archidiecezji lwowskiej i pełnił funkcję kościoła parafialnego. Po I wojnie światowej i odzyskaniu przez Polskę niepodległości, zlikwidowano więzienie w gmachu poklasztornym, przekazując go Politechnice Lwowskiej. Był on m.in. siedzibą katedry i Zakładu Chemii Fizycznej PLw.
W 1927 przeprowadzono prace konserwatorskie, w wyniku których powstała mensa ołtarzowa oraz nowe baptysterium ozdobione freskami Jana Henryka Rosena. W 1936 r. wybudowano organy.
W dwudziestoleciu międzywojennym i w okresie wojny posługę duszpasterską w tym kościele pełnili m.in.: ks. Gerard Szmyd (1930-1938), ks. Włodzimierz Cieński, ks. Tadeusz Fedorowicz. Po 1945 r. m.in. ks. Zygmunt Truszkowski, o. Rafał Kiernicki i ks. Zygmunt Hałuniewicz.
Po II wojnie światowej zmieniono nazwę ulicy, przy której znajduje się budynek z ul. Leona Sapiehy na ul. Stepana Bandery 8.
Kościół pełnił funkcje sakralne do października 1962, kiedy to władze radzieckie odebrały go władzom kościelnym i przekazały Politechnice Lwowskiej, początkowo na salę taneczną, jako klub młodzieżowy, a następnie salę organową. Bogate zabytkowe wyposażenie kościoła (m.in. ołtarze boczne, ambona, obrazy, rzeźby, konfesjonały, klęczniki, ławki) przejęte zostały przez miejscowe władze i częściowo zniszczone, a pozostałości zostały rozproszone po muzeach. Baptysterium z freskami Jana Henryka Rosena zamieniono na toaletę, a cenne freski zostały zamalowane. Wieże kościelne pozbawiono krzyży. Znajdującą się na przykościelnym placu figurę Matki Bożej z 1580 r. zdewastowano. Jedyną pozostałością po dawnej świetności kościoła, jest stiukowy ołtarz główny ze scenami z życia św. Marii Magdaleny z 1634 (proj. W. Kielara) oraz nowy, alabastrowy z 1926 (proj. Janiny Reichert-Toth), organy i epitafia ze zniszczonymi elementami dekoracyjnymi.
W kościele znajdował się obraz Pięknej Madonny z Dzieciątkiem, prawdopodobnie autorstwa Stanisława Wyspiańskiego. Obecnie znajduje się w Muzeum Archidiecezji Częstochowskiej.
Od 1988 roku przeprowadzono częściową konserwację i remont budynku wraz z wyposażeniem: wyremontowano organy główne, odtworzono boczne freski nad arką, ze sceną Ukrzyżowania, odnowiono XVII-wieczny ołtarz stiukowy, wykonano nowe ławki (z ruchomym oparciem), wyremontowano dach.

## Współczesność
W 1991 roku, po odzyskaniu niepodległości przez Ukrainę, budynek zgodnie z prawem przeszedł na własność miasta Lwowa. W kościele, wydzierżawionym przez władze miejskie dyrekcji Domu Muzyki Organowej i Kameralnej, odbywają się koncerty muzyki organowej i symfonicznej, a także imprezy folklorystyczne i akademie (na czas tych imprez ołtarz zwykle zasłaniany jest kotarą, a ruchome oparcia ławek przesuwane na stronę ołtarza). Instytucja Lviv Organ Hall działa bardzo prężnie, organizując najwięcej koncertów muzyki klasycznej (w tym organowej) ze wszystkich miejsc kulturotwórczych Lwowa. 
Na przełomie tysiącleci władze miasta przywróciły na szczycie fasady - między dwiema wieżami - krzyż, a od roku 2001 w kościele odprawiane są nabożeństwa. Ze względu na brak możliwości przechowywania Najświętszego Sakramentu ksiądz po każdej mszy świętej wynosi go z kościoła. Rzymskokatolicka wspólnota parafialna kościoła św. Marii Magdaleny wraz z proboszczem parafii ks. Włodzimierzem Kuśnierzem (wcześniej, do 2009 roku, administratorem parafii był biskup Leon Mały) od 1991 czyni starania u władz miasta, obwodu i Ukrainy o zwrot świątyni wyłącznie na cele kultu religijnego. Prośby wspólnoty, kierowane do ukraińskiej dyrekcji i pracowników Domu Muzyki Organowej i Kameralnej, o zwrot lub korzystanie na równoprawnych warunkach ze swojej prawowitej własności, do dziś nie zostały uwzględnione.
Decyzją samorządowych władz ukraińskich, tj. Rady Miasta Lwowa, z 11 marca 2010 r. kościół św. Marii Magdaleny został na kolejne 20 lat przekazany do dyspozycji Sali Muzyki Organowej i Kameralnej we Lwowie (Lviv Organ Hall), na zasadach nieodpłatnego wynajmu. Decyzja ta została następnie potwierdzona wyrokami sądów kilku instancji.
Ostatni protest rzymskokatolickiej wspólnoty ze Lwowa, z poparciem metropolity lwowskiego Mieczysława Mokrzyckiego, o zwrot kościoła św. Marii Magdaleny, miał miejsce 5 marca 2012 roku, przed lwowskim ratuszem. Bezpośrednią przyczyną tego protestu były - według duchowieństwa - kolejne szykany wobec wiernych parafii. W wyniku protestu przed ratuszem, dnia 20 marca 2012 roku odbyło się spotkanie z merem Lwowa Andrijem Sadowym, który przekonywał wiernych, aby zrezygnowali z domagania się zwrotu kościoła, bowiem jego zdaniem "nie przyniesie to nic dobrego ani miastu, ani katolikom obrządku łacińskiego". Andrij Sadowy, jako argument przeciwko zwrotowi kościoła, powołał twierdzenie jakoby na terenie Polski nie obowiązywały przepisy pozwalające zwracać kościoły na rzecz Ukraińców czy Niemców, poza tym wyraził niezadowolenie z faktu, że polscy samorządowcy zaczynają apelować w sprawie zwrotu kościoła Marii Magdaleny. Mer Lwowa Andrij Sadowy zasiada w Polsko-Ukraińskiej Kapitule Pojednania.
Od 2018 r. w Lviv Organ Hall otwarto galerię malarstwa, gdzie swoje prace prezentują wybitni ukraińscy twórcy. Od 2019 r., dzięki funduszom miasta Lwowa oraz Ministerstwa Kultury RP, ukraińsko-polski zespół historyków sztuki prowadzi prace przy freskach Jana Henryka Rosena z 1926 r. w dawnym baptysterium; malowidła są odkrywane spod warstwy glazury oraz tynku i poddawane pieczołowitej rekonstrukcji. Przeznaczeniem remontowanego wnętrza ma być kameralna sala muzyczna.
Każdego roku Lviv Organ Hall odwiedza około 50 tys. miłośników sztuki, którzy przyjeżdżają tu nawet z odległych miejscowości, w 2018 r. odbyło się tu 357 koncertów, a miasto przeznacza około 1,2 mln UAH na utrzymanie budynku i jego funkcjonowanie.

## Organy
W 1933 umieszczono nowe dwuczęściowe organy piszczałkowe czechosłowackiej firmy Gebrüder Rieger (opus 2565): na emporze nad głównym wejściem (60 rejestrów, 3 manuały i pedał) oraz na emporze w prezbiterium (12 rejestrów, 1 manuał). Organy zostały ufundowane ze składek parafian. Oba instrumenty połączono zbiorczym stołem gry sterowanym elektrycznie, dzięki czemu instrument liczył w sumie 72 rejestry, 4 manuały i pedał (prawdopodobnie nie wszystkie głosy były zamontowane). Były to jedne z największych organów w ówczesnej Polsce, a obecnie są to największe organy na Ukrainie.
W 1988 dokonano remontu organów głównych wraz z wymianą stołu gry na trzy-manuałowy z pedałem obsługujący tylko organy główne. Organy chórowe zostały odłączone, a większość piszczałek tej sekcji wykorzystano do uzupełnienia braków w organach głównych. 
W 2019 władze miejskie obiecały sfinansowanie remontu całego instrumentarium wraz z wymianą kontuaru obsługującego wszystkie sekcje instrumentarium. Mimo że organy zostały ufundowane ze składek parafian, dzisiejsza dyrekcja Lviv Organ Hall nie pozwala ich używać parafii św. Marii Magdaleny. 

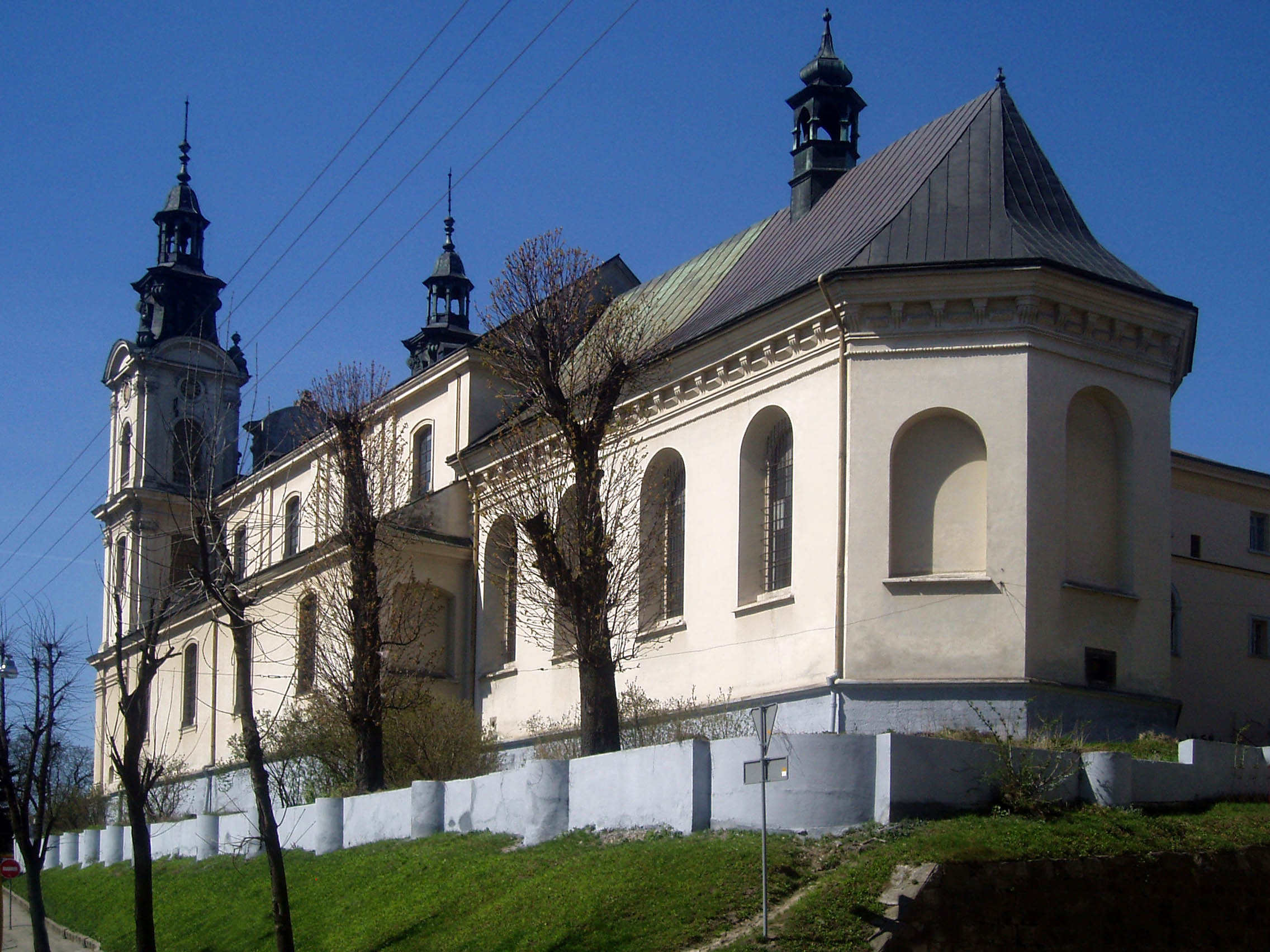
Kościół św. Marii Magdaleny
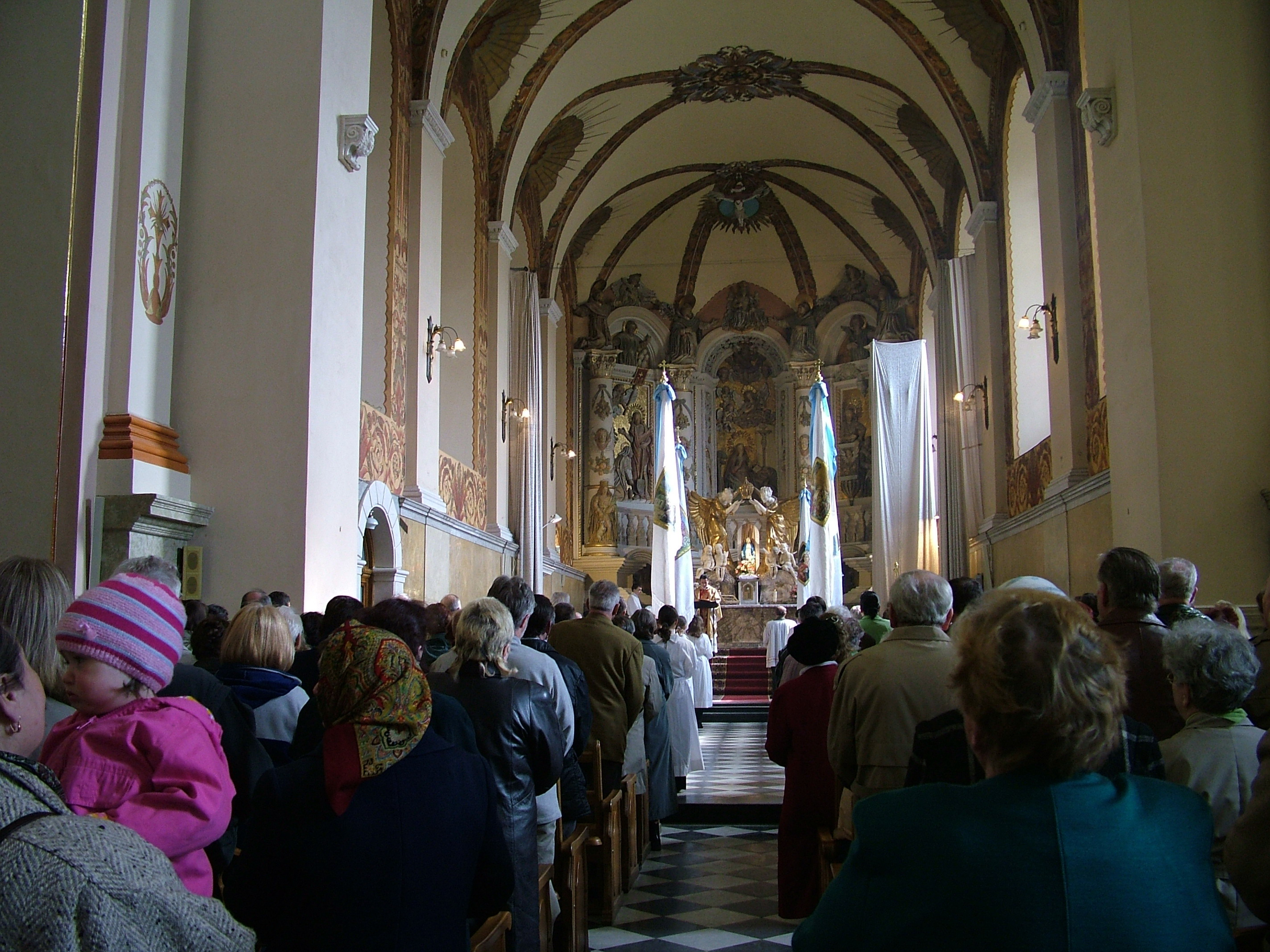
Nawa główna – widok w kierunku ołtarza podczas niedzielnej mszy św.
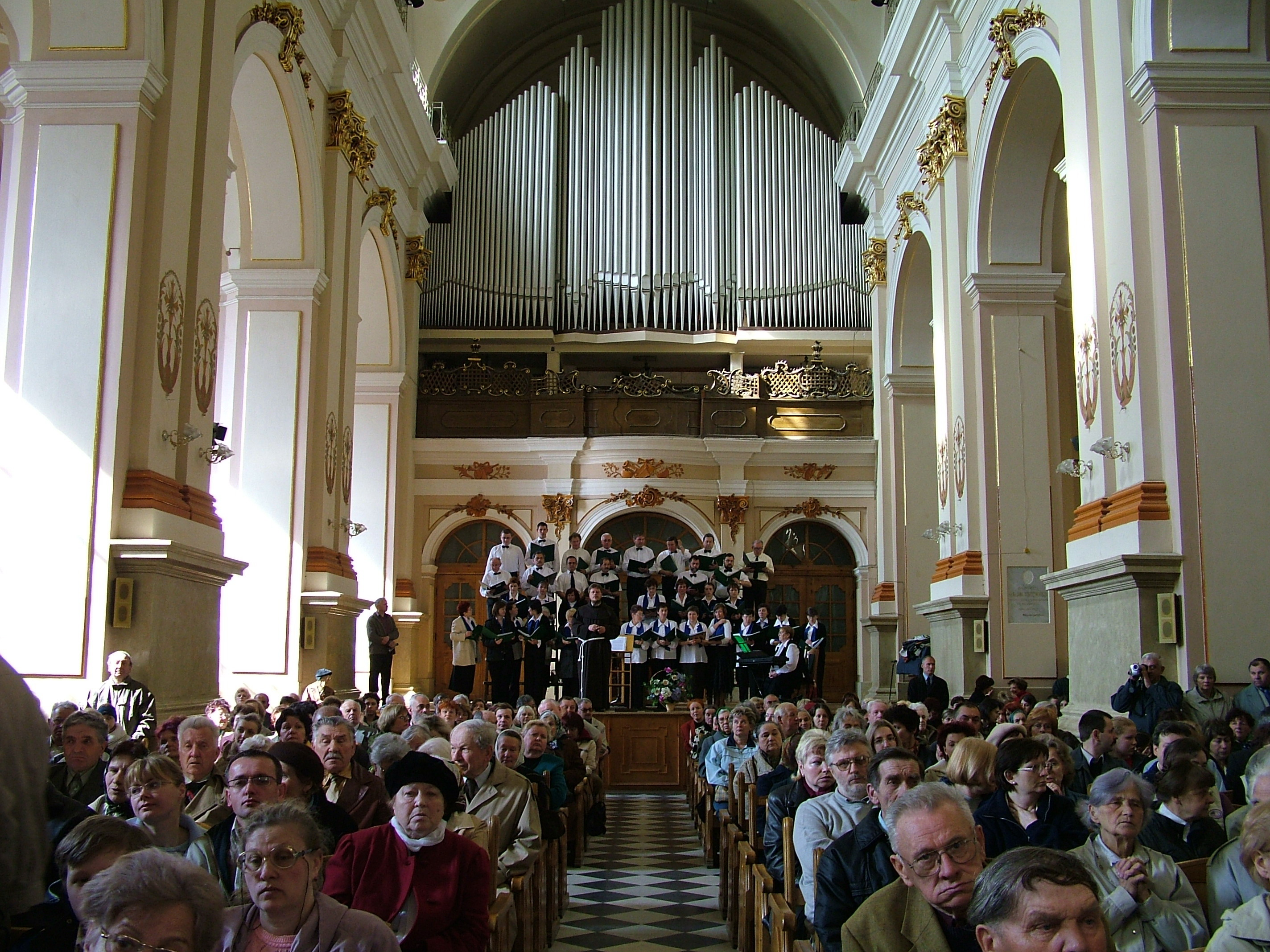
Widok na organy
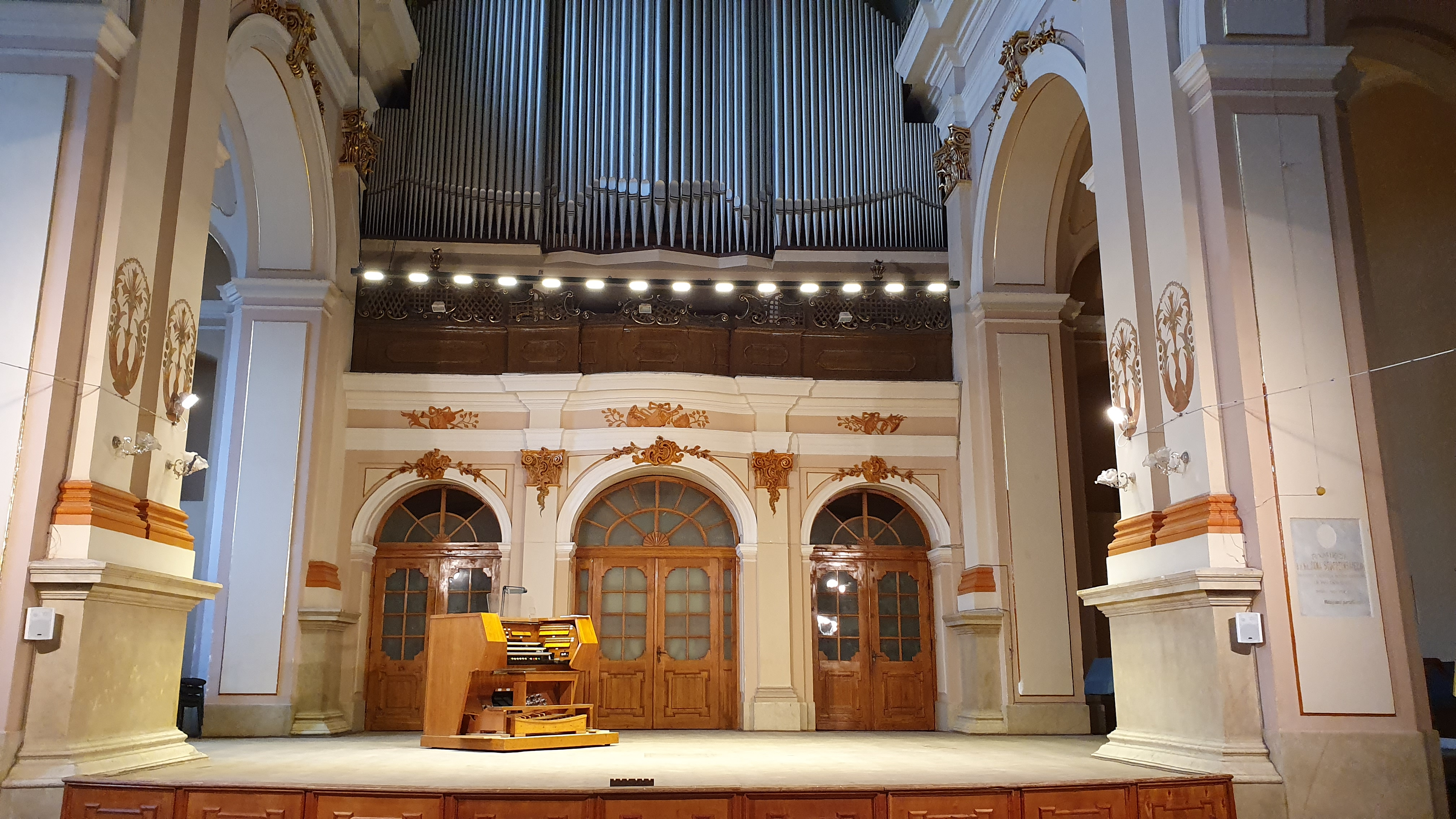
Widok na scenę i organy